# Голубой период (манга)
«Голубой период» (яп. ブルーピリオド Буру: пириодо) — манга, написанная и проиллюстрированная Цубасой Ямагути. Публикуется в журнале сэйнэн-манги Afternoon издательства Kodansha с июня 2017 года и по состоянию на май 2025 года издана в семнадцати томах-танкобонах. Студией Seven Arcs манга адаптирована в формат аниме-сериала, трансляция которого проходила с октября по декабрь 2021 года. Также сюжет манги адаптирован в формат полнометражного игрового фильма, премьера которого состоится в августе 2024 года.
Весной 2020 года манга была отмечена двумя премиями: гран-при Манга тайсё и премией манги Коданся в общей категории.

## Завязка сюжета
Ятора Ягути — довольно популярный отличник, который втайне от окружающих пытается справиться с чувствами пустоты и разочарования. Посетив однажды художественный кружок своей старшей школы, Ятора замечает картину, которая воодушевляет его и он начинает заниматься живописью. В дальнейшем Ятора решает после окончания старшей школы поступить в Токийский университет искусств.

## Персонажи
Ятора Ягути (яп. 矢口 八虎 Ягути Ятора) — одарённый и прилежный старшеклассник, друзья которого не слишком озабочены учёбой. Ятора увлёкся живописью благодаря одной из картин, которая была написана Мори, его сэмпаем из художественного кружка.
Сэйю: Хирому Минэта; исполнение роли: Гордон Маэда
Рюдзи (Юка) Аюкава (яп. 鮎川 龍二 Аюкава Рюдзи) — друг Яторы и член художественного кружка. Юка считает себя нонконформистом и равнодушным к чужому мнению. Носит женскую одежду. На протяжении всей манги он пытается справиться со своей сексуальностью, гендерной идентичностью и давлением со стороны семьи.
Сэйю: Юмири Ханамори; исполнение роли: Фумия Такахаси
Ётаскэ Такахаси (яп. 高橋 世田介 Такахаси Ётасукэ) — одноклассник Яторы в подготовительной школе. Он терпеливо и отчуждённо относится к Яторе, часто резко критикуя его работы и личность.
Сэйю: Дайки Ямасита; исполнение роли: Рихито Итагаки
Харука Хасида (яп. 橋田 悠 Хасида Харука) — одноклассник Яторы в подготовительной школе. Хасида хорошо одевается и придерживается очень классического и теоретического подхода к искусству, что проявляется в его работах.
Сэйю: Кэнго Каваниси; исполнение роли: Икухо Акия
Маки Кувана (яп. 桑名 マキ Кувана Маки) — одноклассница Яторы в подготовительной школе. Вся её семья училась в Токийском университете искусств, из-за чего она часто борется с чувством неполноценности, несмотря на то, что сама по себе очень талантливая художница.
Сэйю: Юмэ Миямото; исполнение роли: Сэна Накадзима
Мару Мори (яп. 森 まる Мори Мару) — сэмпай Яторы в школьном художественном кружке. Для Мори искусство — это духовная деятельность, и она часто рисует свои произведения на религиозную тему. Одна из её работ пробудила интерес Яторы к искусству.
Сэйю: Маю Аояги; исполнение роли: Хиёри Сакурада
Масако Саэки (яп. 佐伯 昌子 Саэки Масако) — учительница рисования в старшей школе. Она — первый учитель рисования Яторы, который под её руководством начинает первые шаги в улучшении своих художественных способностей.
Сэйю: Фуми Хирано; исполнение роли: Хироко Якусимару
Маю Ооба (яп. 大葉 真由 О:ба Маю) — учительница Яторы в подготовительной школе. Постоянно предоставляет Яторе ценную критику и советы о том, как преодолеть личные и технические трудности.
Сэйю: Юки Кадзу; исполнение роли: Норико Эгути
Сумида (яп. 純田) — друг Яторы в старшей школе. Он плохо учится и больше всего интересуется спортом. В манге показано, что он хорошо заботится о своих друзьях.
Сэйю: Масая Фукуниси
Койгакубо (яп. 恋ケ窪) — друг Яторы в старшей школе. Он высокий, спокойный и обладает пугающей внешностью, но со временем раскрывает Яторе свои чуткость, мечты и эмоциональную сторону личности.
Сэйю: Синъитиро Камио; исполнение роли: Кацуми Хёдо
Утасима (яп. 歌島) — ещё один школьный друг Яторы. Ничем не проявляет себя в учёбе, но очень интересуется девушками и весьма предан своим друзьям.
Сэйю: Тацумару Татибана
Такуро Исии (яп. 石井 啄郎 Исии Такуро:) — одноклассник Яторы в подготовительной школе.
Сэйю: Таиси Мурата
Саэ Окада (яп. 岡田 さえ Окада Саэ) — одноклассница Яторы в подготовительной школе.
Сэйю: Эмири Суяма
Ханако Сакураба (яп. 桜庭 華子 Сакураба Ханако) — одноклассница Яторы в подготовительной школе, в стенах которой всегда носит униформу своей школы, а за пределами — одевается по-рокерски.
Сэйю: Саори Ониси
Умино (яп. 海野) — член художественного кружка старшей школы.
Сэйю: Мику Хирацука
Сираи (яп. 白井) — член художественного кружка старшей школы.
Сэйю: Икуми Хасэгава
Сирота (яп. 城田) — член художественного кружка старшей школы.
Сэйю: Юна Нэмото
Ямамото (яп. 山本)
Сэйю: Аой Кога

## Медиа

### Манга
Манга «Голубой период», написанная и проиллюстрированная Цубасой Ямагути, публикуется в ежемесячном журнале сэйнэн-манги Afternoon издательства Kodansha с 24 июня 2017 года. В конце ноября 2023 года стало известно, что публикация манги будет приостановлена до весны 2024 года. На май 2025 года главы манги были скомпонованы в семнадцать томов-танкобонов. Первый том поступил в продажу 22 декабря 2017 года.
В ноябре 2019 года американское издательство Kodansha USA объявило о начале публикации манги на английском языке в печатном формате. В марте 2023 года российское издательство «Истари комикс» объявило о приобретении прав на публикацию манги на русском языке.

#### Список томов
| №  | Оригинальное издание                    | Оригинальное издание                               | Издание на русском | Издание на русском     |
| №  | Дата публикации                         | ISBN                                               | Дата публикации    | ISBN                   |
| -- | --------------------------------------- | -------------------------------------------------- | ------------------ | ---------------------- |
| 01 | 22 декабря 2017 г. 23 июля 2024 г. (СИ) | ISBN 978-4-0651-0586-3 ISBN 978-4-0653-6838-1 (СИ) | 31 марта 2024 г.   | ISBN 978-5-9077-7500-8 |
| 02 | 23 марта 2018 г.                        | ISBN 978-4-0651-1124-6                             | 31 марта 2024 г.   | ISBN 978-5-9077-7501-5 |
| 03 | 23 августа 2018 г.                      | ISBN 978-4-0651-2336-2                             | 31 марта 2024 г.   | ISBN 978-5-9077-7502-2 |
| 04 | 22 февраля 2019 г.                      | ISBN 978-4-0651-4484-8                             | 3 июля 2025 г.     | ISBN 978-5-9077-7548-0 |
| 05 | 21 июня 2019 г.                         | ISBN 978-4-0651-5958-3                             | 3 июля 2025 г.     | ISBN 978-5-9077-7549-7 |
| 06 | 22 ноября 2019 г.                       | ISBN 978-4-0651-7512-5                             | 3 июля 2025 г.     | ISBN 978-5-9077-7550-3 |
| 07 | 23 марта 2020 г.                        | ISBN 978-4-0651-8889-7                             |                    |                        |
| 08 | 23 сентября 2020 г.                     | ISBN 978-4-0652-0727-7 ISBN 978-4-0652-0725-3 (СИ) |                    |                        |
| 09 | 21 января 2021 г.                       | ISBN 978-4-0652-1994-2                             |                    |                        |
| 10 | 21 мая 2021 г.                          | ISBN 978-4-0652-3175-3                             |                    |                        |
| 11 | 22 сентября 2021 г.                     | ISBN 978-4-0652-4669-6 ISBN 978-4-0652-4977-2 (СИ) |                    |                        |
| 12 | 23 мая 2022 г.                          | ISBN 978-4-0652-7418-7                             |                    |                        |
| 13 | 22 ноября 2022 г.                       | ISBN 978-4-0652-9730-8                             |                    |                        |
| 14 | 21 июля 2023 г.                         | ISBN 978-4-0653-1943-7                             |                    |                        |
| 15 | 22 ноября 2023 г.                       | ISBN 978-4-0653-3571-0                             |                    |                        |
| 16 | 21 ноября 2024 г.                       | ISBN 978-4-0653-7474-0                             |                    |                        |
| 17 | 22 мая 2025 г.                          | ISBN 978-4-0653-9411-3                             |                    |                        |

### Аниме
Об адаптации манги в формат аниме-сериала было объявлено 19 января 2021 года. Его производством занялась студия Seven Arcs, на должность главного режиссёра был назначен Кодзи Масунари, режиссёром стал Кацуя Асано, сценаристом — Рэйко Ёсида, дизайнером персонажей — Томоюки Ситая, а композитором  — Иппэй Иноуэ. Хотя премьера аниме-сериала состоялась 25 сентября 2021 года в стриминговом сервисе Netflix, его трансляция на японском телевидении проходила со 2 октября по 18 декабря этого же года в программном блоке Super Animeism на MBS, TBS и других телеканалах. За пределами Японии аниме-сериал транслировался с 9 октября 2021 года посредством Netflix. Открывающая музыкальная тема аниме-сериала — «EVERBLUE», исполненная трио Omoinotake; закрывающая — «Replica», исполненная группой Mol-74.

### Ранобэ
В 2021 году под импринтом Kodansha KK Bunko были выпущены два тома новеллизации манги в формате ранобэ.

#### Список томов
| №  | Дата публикации    | ISBN                   |
| -- | ------------------ | ---------------------- |
| 01 | 28 октября 2021 г. | ISBN 978-4-0652-5003-7 |
| 02 | 1 декабря 2021 г.  | ISBN 978-4-0652-5787-6 |

### Спектакль
В ноябре 2021 года было объявлено об адаптации сюжета манги в формат спектакля. Постановка проходила с 25 марта по 3 апреля 2022 года на сцене театра Galaxy в Токио. Роль Яторы сыграл актёр Куруму Окамия.

### Фильм
Об адаптации сюжета манги в формат полнометражного игрового фильма стало известно 2 апреля 2024 года. Его производством занялись компания Warner Bros. Japan, на должность режиссёра был назначен Кэнтаро Хагивара, сценаристом стала Рэйко Ёсида, а композитором выступит Юки (Yaffle) Кодзима. Премьера фильма в кинотеатрах Японии состоялась 9 августа 2024 года. Основная музыкальная тема — «Noise», исполненная певцом WurtS.
Фильм был показан в рамках кинофестиваля Japan Cuts, который прошёл в июле 2024 года в Нью-Йорке.

## Приём

### Критика
Ребекка Сильверман с сайта Anime News Network поставила первому тому манги оценку «B+». Рецензент похвалила историю взросления и персонажей, в частности, положительно отметив взрослых, однако отнесла к недостаткам чрезмерную информативность манги и «проблемы с перспективой у иллюстраций».
Сара c сайта Anime UK News сравнила первый том с мангой «Бла-бла-бла» Акико Хигасимуры, назвав «Голубой период» «скорее менее утончённым». Как и Сильверман, рецензент положительно отозвалась о персонажах, взаимодействиях между главными героями и сюжете, в результате оценив первый том на восемь баллов из десяти.

### Продажи и рекомендации
К ноябрю 2021 года общий тираж манги составил 4,5 миллиона проданных копий. По данным на июнь 2022 года было продано 5,5 миллионов копий манги.
Дважды, в 2019 и в 2021 году, манга включалась в список работ, рекомендованных членами жюри в рамках 22-го и 24-го фестивалей Japan Media Arts Festival. В январе 2021 года «Голубой период» стал одной из двенадцати манг, включенной американской Ассоциацией библиотечных услуг для подростков (YALSA) в список 126 лучших графических романов для подростков. В 2022 году манга была включена комитетом Техасской библиотечной ассоциации в список графических романов для прочтения.

### Рейтинги
| Год  | Название                    | Позиция    | Категория                                             | Прим.  |
| ---- | --------------------------- | ---------- | ----------------------------------------------------- | ------ |
| 2018 | Kono Manga ga Sugoi!        | 4-е место  | Манга для мужчин                                      | [ 54 ] |
| 2018 | Kono Manga wo Yome!         | 13-е место | Лучшая манга                                          | [ 55 ] |
| 2019 | Книга года журнала Da Vinci | 16-е место | Комиксы                                               | [ 56 ] |
| 2019 | Kono Manga ga Sugoi!        | 14-е место | Манга для мужчин (вместе с The Fable Кацухисы Минами) | [ 57 ] |
| 2020 | Книга года журнала Da Vinci | 19-е место | Комиксы                                               | [ 58 ] |
| 2020 | Kono Manga ga Sugoi!        | 15-е место | Манга для мужчин (вместе с Bokyo Taro Ёсихиро Ямады)  | [ 59 ] |
| 2021 | Книга года журнала Da Vinci | 24-е место | Комиксы                                               | [ 60 ] |
| 2021 | Kono Manga ga Sugoi!        | 19-е место | Манга для мужчин                                      | [ 61 ] |
| 2022 | Книга года журнала Da Vinci | 24-е место | Комиксы                                               | [ 62 ] |

### Награды и номинации
| Год  | Награда                               | Результат  | Категория                                              | Прим.         |
| ---- | ------------------------------------- | ---------- | ------------------------------------------------------ | ------------- |
| 2018 | Next Manga Award                      | 15-е место | Лучшая печатная манга                                  | [ 63 ]        |
| 2018 | Tsutaya Comic Award                   | Победа     | Новый прорыв                                           | [ 64 ]        |
| 2019 | Манга тайсё                           | 3-е место  | Лучшая манга                                           | [ 65 ] [ 66 ] |
| 2019 | Премия манги Коданся                  | Номинация  | Общая категория                                        | [ 67 ]        |
| 2020 | Культурная премия имени Осаму Тэдзуки | Номинация  | Культурная премия                                      | [ 68 ]        |
| 2020 | Манга тайсё                           | Победа     | Лучшая манга                                           | [ 69 ]        |
| 2020 | Премия манги Коданся                  | Победа     | Общая категория                                        | [ 70 ]        |
| 2022 | Japan Expo Awards                     | Победа     | Премия «Дарума» за лучшую мангу в жанре повседневность | [ 71 ]        |